# Radiosynthèse
La radiosynthèse est le processus théorique de capture et métabolisme, par les organismes vivants, de l'énergie provenant de rayonnements ionisants, de manière analogue à la photosynthèse (qui, elle, exploite des rayonnements dans le visible et le proche infra-rouge). Le métabolisme des rayonnements ionisants a été théorisé dès 1956 par le microbiologiste russe SI Kuznetsov . 
À partir des années 1990, des chercheurs ont découvert, dans la centrale nucléaire de Tchernobyl accidentée, environ 200 espèces de champignons apparemment radiotrophes, contenant des concentrations élevées de mélanine, sur les murs de la salle du réacteur et dans le sol environnant,. De tels champignons « mélanisés » ont également été découverts dans des zones pauvres en nutriments et à haute altitude, exposées à des niveaux élevés de rayonnement ultraviolet. 
À la suite des résultats ukrainiens, une équipe américaine de l'Albert Einstein College of Medicine de l'Université Yeshiva de New York a commencé à travailler sur l'exposition aux radiations de la mélanine et des champignons mélanisés. Ils ont découvert que les rayonnements ionisants augmentaient la capacité de la mélanine à soutenir une réaction métabolique importante et que les champignons Cryptococcus neoformans se développaient trois fois plus vite que la normale,. La microbiologiste Ekaterina Dadachova a suggéré que de tels champignons pourraient servir de réserve de nourriture et de source de protection contre les radiations pour les astronautes d'éventuels voyages interplanétaires, qui seraient exposés aux rayons cosmiques.
En 2014, le groupe de recherche américain a obtenu un brevet pour une méthode permettant d'améliorer la croissance des micro-organismes en augmentant leur teneur en mélanine. Les inventeurs de ce procédé ont affirmé que leurs champignons utilisaient la radiosynthèse et ont émis l'hypothèse que la radiosynthèse pourrait avoir joué un rôle dans les débuts de la vie sur Terre, en permettant aux champignons mélanisés d'agir comme autotrophes.
D'octobre 2018 à mars 2019, la NASA a mené une expérience à bord de la Station spatiale internationale pour étudier les champignons radiotrophes comme barrière potentielle contre les radiations nocives dans l'espace. Les champignons radiotrophes ont également de nombreuses applications possibles sur Terre, notamment comme méthode d'élimination ou de sécurisation des déchets nucléaires, ou une utilisation comme biocarburant cultivable à haute altitude, ou même comme ressource alimentaire.